# José Beulas
José Beulas Recasens, más conocido como José Beulas (Santa Coloma de Farnés, Gerona; 7 de agosto de 1921-Huesca; 3 de agosto de 2017), fue un pintor español vinculado a la ciudad de Huesca.

## Biografía
Se instaló en 1944 en Huesca, donde inició su carrera artística. Becado por la Diputación y el Ayuntamiento de Huesca, realizó estudios en la Escuela Superior de Pintura de Madrid, la Escuela de Bellas Artes de San Fernando y la Academia de Bellas Artes de Roma para instalarse definitivamente en Huesca.
En 1999 se formalizó la fundación que lleva su nombre. Siete años después, en 2006, se inauguró el CDAN, Centro de Arte y Naturaleza Fundación Beulas, obra del arquitecto Rafael Moneo. Este centro de arte contemporáneo ofrece periódicamente exposiciones que incluyen su obra pictórica, así como su colección artística.